# Айденберг
Айденберг (нем. Eidenberg) — коммуна (нем. Gemeinde) в Австрии, в федеральной земле Верхняя Австрия.
Входит в состав округа Урфар.  Население составляет 1954 человека (на 31 декабря 2005 года). Занимает площадь 29 км². Официальный код  —  41604.

## Политическая ситуация
Бургомистр коммуны — Фридрих Колль (АНП) по результатам выборов 2003 года.
Совет представителей коммуны (нем. Gemeinderat) состоит из 19 мест.
- АНП занимает 13 мест.
- СДПА занимает 5 мест.
- АПС занимает 1 место.